# Charles J. Boatner

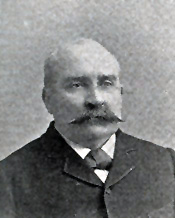
Charles J. Boatner

Charles Jahleal Boatner (* 23. Januar 1849 in Columbia, Louisiana; † 21. März 1903 in New Orleans, Louisiana) war ein US-amerikanischer Politiker. Zwischen 1889 und 1897 vertrat er den Bundesstaat Louisiana im US-Repräsentantenhaus.

## Werdegang
Charles Boatner besuchte die öffentlichen Schulen seiner Heimat. Nach einem anschließenden Jurastudium und seiner 1870 erfolgten Zulassung als Rechtsanwalt begann er in diesem Beruf zu arbeiten. Gleichzeitig begann er als Mitglied der Demokratischen Partei eine politische Laufbahn. Zwischen 1876 und 1878 saß er im Senat von Louisiana.
Bei den Kongresswahlen des Jahres 1888 wurde Boatner im fünften Wahlbezirk von Louisiana in das US-Repräsentantenhaus in Washington, D.C. gewählt, wo er am 4. März 1889 die Nachfolge von Cherubusco Newton antrat. Nach zwei Wiederwahlen konnte er bis zum 3. März 1895 drei Legislaturperioden im Kongress absolvieren. Er wurde auch 1894 wiedergewählt und trat am 4. März 1895 eine weitere Amtszeit im Repräsentantenhaus an. Allerdings wurde die Wahl angefochten. Der Kongress erklärte am 20. März 1896 den Sitz für vakant und ordnete Neuwahlen an. Diese gewann Boatner, der am 10. Juni 1896 daraufhin seinen Sitz wieder einnehmen konnte. Bis zum Ende der Legislaturperiode am 3. März 1897 blieb er Mitglied des Kongresses.
Im Jahr 1896 verzichtete Boatner auf eine erneute Kandidatur. Er zog nach New Orleans und arbeitete dort wieder als Anwalt. In dieser Stadt ist er am 21. März 1903 auch verstorben.